# Склероз гиппокампа
Склероз гиппокампа — гибель нейронов и глиоз нервной ткани гиппокампа. Чаще всего склероз гиппокампа отмечается при височной эпилепсии — по некоторым оценкам, у 65 % пациентов. До 16 % случаев деменции также могут сопровождаться склерозом гиппокампа.(Dickson et al., 2004; Leverenz et al., 2002; White et al., 2002)
Впервые склероз гиппокампа был описан в 1880 году Соммером.